# Hosam Naoum
Hosam Naoum (en árabe: حسام نعوم‎; Galilea, 1974) es un obispo anglicano palestino. Desde 2021 es arzobispo de Jerusalén de la Iglesia Episcopal de Jerusalén y Oriente Medio y desde 2023 es obispo presidente y primado de la provincia.

## Biografía
Naoum creció en Galilea. Se formó para la ordenación en el Colegio de la Transfiguración, el colegio teológico de la Iglesia Anglicana del Sur de África, y estudió teología en la Universidad de Rodas. Posteriormente completó una maestría en Teología (MTh) y un doctorado en Ministerio (DTh) en el Seminario Teológico de Virginia.
Después de completar sus estudios sirvió en parroquias de Nablus, Zababdeh y Jerusalén. Fue pastor canónigo de la Catedral de San Jorge de Jerusalén, de 2005 a 2012, y luego sirvió como su decano hasta que fue elegido obispo.
El 14 de junio de 2020 fue consagrado obispo coadjutor de la Diócesis Anglicana de Jerusalén. Sus consagradores fueron Michael Lewis, como primado de la provincia de Jerusalén y Oriente Medio, asistido por Suheil Dawani (entonces arzobispo de Jerusalén) y Peter Eaton (obispo del sudeste de Florida). Fue instalado como arzobispo en Jerusalén en 2021. En febrero de 2023, fue elegido vicepresidente del Consejo Consultivo Anglicano.
En mayo de 2023 llevó la Biblia en la procesión real en la Coronación de Carlos III del Reino Unido y Camila.
En octubre de 2023, en el curso de la guerra de Gaza, el Hospital Bautista Al-Ahli Arabi, gestionado por la Iglesia Episcopal de Jerusalén, sufrió una fuerte explosión que provocó numerosos heridos y muertos. Hosam Naoum informó que el hospital había recibido tres órdenes de evacuación en los días previos a la explosión por parte de Israel y que fue alcanzado por bombardeos israelíes el domingo, hiriendo a cuatro empleados. Sin embargo, se negó a culpar a cualquiera de las partes por la explosión. «Como gente del clero, no somos expertos militares. Sólo queremos que la gente vea lo que está sucediendo sobre el terreno y esperar que lleguen a la conclusión de que ya hemos tenido suficiente de esta guerra».